# Museu Ferroviário da Alta Paulista
O Museu Ferroviário da Alta Paulista (ou Espaço Museológico "Museu Ferroviário da Alta Paulista") se situa na cidade de Tupã, no estado de São Paulo. O espaço se encontra sob responsabilidade da Universidade Estadual Paulista "Júlio de Mesquita Filho" - UNESP, em parceria com a Prefeitura Municipal de Tupã.

## História
No ano de 2019, o Professor Associado Nelson Russo de Moraes (docente da FCE/UNESP Tupã), filho e neto de ferroviários, iniciou orientações de PIBIC e de Mestrado sobre a história e as perspectivas da ferrovia na Alta Paulista. O tema foi sendo gradativamente assumido pelo coletivo de pesquisadores (docentes, estudantes e técnicos) do Grupo de Estudos em Democracia e Gestão Social - GEDGS/UNESP (liderado pelo docente), onde - ainda em 2020 - foi criada uma célula de estudos sobre este tema. Em 2021, o grupo admitiu outros interessados no assunto (dentre eles historiadores, fotógrafos, professores e descendentes de ferroviários) e então, o mesmo professor (e seu grupo de trabalho) apresentou proposta à Prefeitura Municipal de Tupã para a implantação gradativa do Museu Ferroviário da Alta Paulista naquela cidade, em especial, ocupando algumas salas da antiga e desativada Estação Ferroviária de Tupã.
Depois de muito trabalho e muitas reuniões, desde  27 de outubro de 2021, o Decreto Municipal nº 9217, permite que a UNESP ocupe salas da Estação Ferroviária de Tupã com o objetivo de implantar gradativamente o Museu Ferroviário da Alta Paulista em Tupã.
Nelson Russo de Moraes, idealizador do projeto, coordenou o Museu Ferroviário da Alta Paulista na sua fase de implantação até 31/12/2022, quando foi solicitada sua transferência da FCE/UNESP Tupã para a FAAC/UNESP Bauru. A partir de 01/01/2023, a coordenação do referido museu passou a ser de outro docente da FCE/UNESP Tupã.
Em 2021, o Departamento de Gestão, Desenvolvimento e Tecnologia (GDTec) da UNESP aprovou a proposta do coordenador do Museu para a criação do Laboratório de Ciências Humanas e Sociais nas salas cedidas pela Prefeitura. Aprovada, a proposta tramitou com aprovação também pela Congregação da FCE/UNESP, oficializando-se o Espaço Museológico da UNESP.
Ainda em 2021, alguns mutirões de trabalho voluntário iniciaram as adequações físicas dos espaços cedidos. Ao mesmo tempo, estudantes de doutorado, de mestrado e de graduação da UNESP (vinculados ao GEDGS) passaram a vasculhar depósitos de ferro velho, feiras de troca da região, além da internet em busca de peças, relíquias, documentos e fotografias acerca da ferrovia no trecho entre Bauru/SP e Panorama/SP.
Em resposta a diversos projetos elaborados pela equipe de coordenação do Museu Ferroviário, no ano de 2022, a UNESP realizou investimentos no Espaço Museológico "Museu Ferroviário da Alta Paulista" em Tupã, dentre eles Projeto de Extensão Universitária, Projeto de Estruturação de Espaços Museológicos no Edital UNESP PRESENTE, Projeto para 10 bolsistas junto à Agência Unesp de Inovação/AUIN, bolsas de PIBIC e PIBIC Ensino Médio e o 1º Curso de Letramento Científico da FCE Tupã (vinculado ao Espaço Museológico). Em contrapartida, a Prefeitura Municipal de Tupã cedeu um bolsista e regularizou problemas estruturais do prédio, como também buscou recursos (na área de Turismo) para uma ampla e necessária reforma no prédio da Estação Ferroviária.

## Acervo
O Espaço Museológico "Museu Ferroviário da Alta Paulista" conta com acervo de peças ferroviárias (ferramentas, relíquias e lembranças), painéis fotográficos (de locomotivas, ex-ferroviários e estações ferroviárias), coleção de selos, maquete elétrica e amplo material produzido por diversas pesquisas sobre a ferrovia na Alta Paulista. 